# プライド・オブ・ロッテルダム
プライド・オブ・ロッテルダム（Pride of Rotterdam）は、P&Oフェリーが運航しているフェリー。

## 概要
P&Oフェリー（当時はP&Oノースシー・フェリー）はイギリスのハルとオランダのロッテルダムを結ぶ航路に3万総トン級旅客フェリーと2万総トン級貨物フェリーを計4隻配船していたが、運航コスト削減のためその代替として6万総トン級フェリー2隻を新造することとした。
これがプライド・オブ・ロッテルダム級で、本船はその1番船として、2001年4月にイタリアのフィンカンティエリ社で竣工し、5月1日よりハル～ロッテルダム航路に就航した。船価は邦貨換算で約160億円。
本船はそれまで最大であったシリヤ・ラインの「シリヤ・オイローパ」（59,914総トン）を僅かに上回り、2001年11月に竣工した同型2番船と共に世界最大のフェリーであったが、2004年に竣工した「カラー・ファンタジー」（75,027総トン）に抜かれた。

## 同型船
- 2番船　「プライド・オブ・ハル（Pride of Hull）」

2001年11月竣工。